# Hans Winkler
Den här artikeln behandlar den tyske botanikern. För den tyske ryttaren, se Hans Günter Winkler.
Hans Karl Albert Winkler, född 23 april 1877 i Oschatz, kungariket Sachsen, död 22 november 1945 i Dresden, var en tysk botaniker.
Winkler blev privatdocent i Tübingen 1901 och företog 1903-04 en forskningsresa till Ceylon, Java, Nya Guinea, Oceanien och USA. Han blev 1905 e.o. professor i botanik i Tübingen, 1912 föreståndare för Hamburgs botaniska statsinstitut och 1919 tillika professor vid därvarande universitet. 
Winkler var experimentell morfolog; i avhandlingen Ueber Pfropfbastarde und pflanzliche Chimären (1907) redogör han för uppkomsten av en "chimär": efter ympning av nattskatta på tomatstjälk och avskärande av den fastvuxna ympen ungefär vid ympfogen framkom ett skott med två olika sidor, motsvarande varsin av de två hopvuxna arterna.
I avhandlingen Solanum tubingense, ein echter Pfropfbastard zwischen Tomate und Nachtschatten (1908) skildras en ymphybrid, uppkommen genom samma metod som förut, men framkallad av cellsammansmältning vid ympstället. Av stor vikt är även Winklers Parthenogenesis und Apogamie im Pflanzenreich (1908) och Untersuchungen über Pfropfbastarde (I, 1912).  
Winkler invaldes 1931 som utländsk ledamot av svenska Vetenskapsakademien. I september 1933 anslöt han sig till Nationalsozialistischer Lehrerbund och undertecknade 11 november samma år Bekenntnisses der Professoren an den deutschen Universitäten und Hochschulen zu Adolf Hitler und dem nationalsozialistischen Staat. År 1937 inträdde han som medlem i NSDAP.
Auktorsnamnet H.K.A.Winkl. kan användas för Hans Winkler i samband med ett vetenskapligt namn inom botaniken; se Wikipediaartiklar som länkar till auktorsnamnet.